# Donald Behm
Donald Behm (né le 13 février 1945) est un lutteur américain spécialiste de la lutte libre. Il participe aux Jeux olympiques d'été de 1968 dans la catégorie des poids coqs et remporte la médaille d'argent.

## Palmarès

### Jeux olympiques
- Jeux olympiques de 1968 à Mexico,  Mexique
  -  Médaille d'argent